# Курманбек Бакијев
Курманбек Салијевич Бакијев (кирг. Курманбек Сали уулу Бакиев, рус. Бакиев Курманбек Салиевич; Масадан, 1. август 1949) је свргнути председник Киргистана.
За вршиоца дужности председника је постављен 24. марта 2005. у току револуције лала пошто је претходни и први председник Аскар Акајев напустио земљу. Пуноправни председник је постао 15. августа 2005. Реизабран је за други мандат у јулу 2009. У априлу 2010. током великих демонстрација напустио је Бишкек а власт је преузела Привремена влада народног поверења под Розом Отунбајевом.
Пре него што је постао председник, Бакијев је предводио Народни покрет Киргистана. Највећу подршку Бакијев има на југу државе у граду Ош. Крајем 2007, иницирао је стварање нове странке Ак Жол (због уставних ограничења не може бити на њеном челу).

## Биографија
Бакијев је 1972. дипломирао на политехничком институту у Кујбишеву као инжењер електронике. Од 1974. до 1976. је служио у совјетској армији. До 1979. постаје заменик главног инжењера у фабрици у Џалалабаду а до 1990. бива изабран за директора фабрике коју убрзо напушта како би се бавио политиком. Политичку каријеру почиње као први секретар градског већа у Кок-Јангаку, где касније напредује прво до функције начелника врховног совјета овог града а затим и заменика начелника за цео џалалабадски регион.

## Премијер
Бакијев је 1995. постављен за провинцијског гувернера Џалалабадске области. Касније је био и гувернер Чујске области од априла 1997. до децембра 2000. За премијера је изабран 21. децембра 2000. Оставку је поднео 22. маја пошто је полиција крваво угушила протесте против председника Акајева.

## Револуција лала
Након револуције лала 2005. Бакијев је победио на председничким изборима који са 89% гласова од укупно 53% изашлих. Овакав успех је остварен и делимично захваљујући политичкој коалицији са Феликсом Куловим којег је Бакијев поставио за премијера убрзо након избора. Инаугурација је обављена 14. августа у Бишкеку.

## Председник
Период од избора, и поред првобитних нада у промене, обележен је бројним политичким убиствима, побунама затвореника, економским кризама и борбом за уносне послове. Током 2006. одржани су бројни протести против Бакијева у главном граду због неиспуњења предизборних обећања о смањењу уставних овлашћења председника и давању више власти парламенту и премијеру као и обећања о борби против корупције и криминала. Бакијев је тада тврдио да опозиција планира државни удар.
Опозиција је поново организовала протесте са захтевом за смену у априлу 2007. Бакијев је пристао да потпише амандман на устав којим би била смањена овлашћења председника али су протести настављени са јединим циљем, да се Бакијев смени. Протести су окончани недељу дана касније насилним сукобима полиције и демонстраната.
Поново је изабран за други мандат на изборима у јулу 2009. Реизабран је већ у првом кругу са 76,12% гласова и 79,3% изашлих. Главни противкандидат био је бивши премијер Алмазбек Атамбајев.
У априлу 2010. свргнут је са власти током насилних демонстрација. Сву власт је преузела Привремена влада народног поверења под вођством Розе Отунбајеве. Бакијев је напустио Бишкек, у ком су демонстранти, доведени аутобусима из унутрашњости, уништили објекте државних институција, и отишао у град Ош, упориште на југу земље. Бакијевљев премијер, Данијар Усенов је поднео оставку и оптужио Русију за организацију нереда и рушење власти. Премијер Русије Владимир Путин је ове наводе оповргао уз констатацију да је Бакијев сам крив за ситуацију због понављања грешака свог претходника. Током ванредног стања Казахстан је затворио границу према Киргистану, а Русија је послала трупе као помоћ у заштити породица војника већ стационираних у Киргистану док је нова власт најавила да ће по кратком поступку затворити америчку базу у Манасу.